# Knuckles (serie de televisión)
Knuckles es una miniserie de televisión británica-estadounidense creada por John Whittington y Toby Ascher para el servicio de streaming Paramount+, basada en la serie de videojuegos Sonic the Hedgehog publicada por Sega.
Es un spin-off de la película Sonic 2, la película (2022), formando parte de la serie de películas Sonic y la primera serie de acción real de la franquicia en general.
Idris Elba retomó su papel de actor de voz como Knuckles, el equidna de Sonic 2, la película y protagoniza junto a Adam Pally, que retoma su papel de Wade. La serie se anunció en febrero de 2022 durante el evento de inversores de ViacomCBS con Elba a bordo. La producción comenzó en Londres, Inglaterra en abril de 2023, con más casting y el equipo creativo anunciado.
Knuckles se estrenó en Paramount+ el 26 de abril de 2024, con los seis episodios.

## Premisa
La serie está situada entre los acontecimientos de Sonic 2, la película (2022) y Sonic 3, la película (2024). Mientras lucha por adaptarse a la vida en la Tierra, Knuckles contrata a un "aprendiz" en la forma del sheriff adjunto Wade Whipple (Pally), entrenándolo en las costumbres del guerrero equidna para ayudarlo a prepararse para un torneo de bolos en Reno, Nevada, donde su padre separado Pete Whipple competirá. Durante su viaje, Wade se reencuentra con su madre Wendy Whipple y su hermana Wanda Whipple, mientras que Knuckles es perseguido por el Comprador, un exagente del Dr. Ivo Robotnik que ahora busca apoderarse del poder del equidna rojo.

## Reparto y personajes

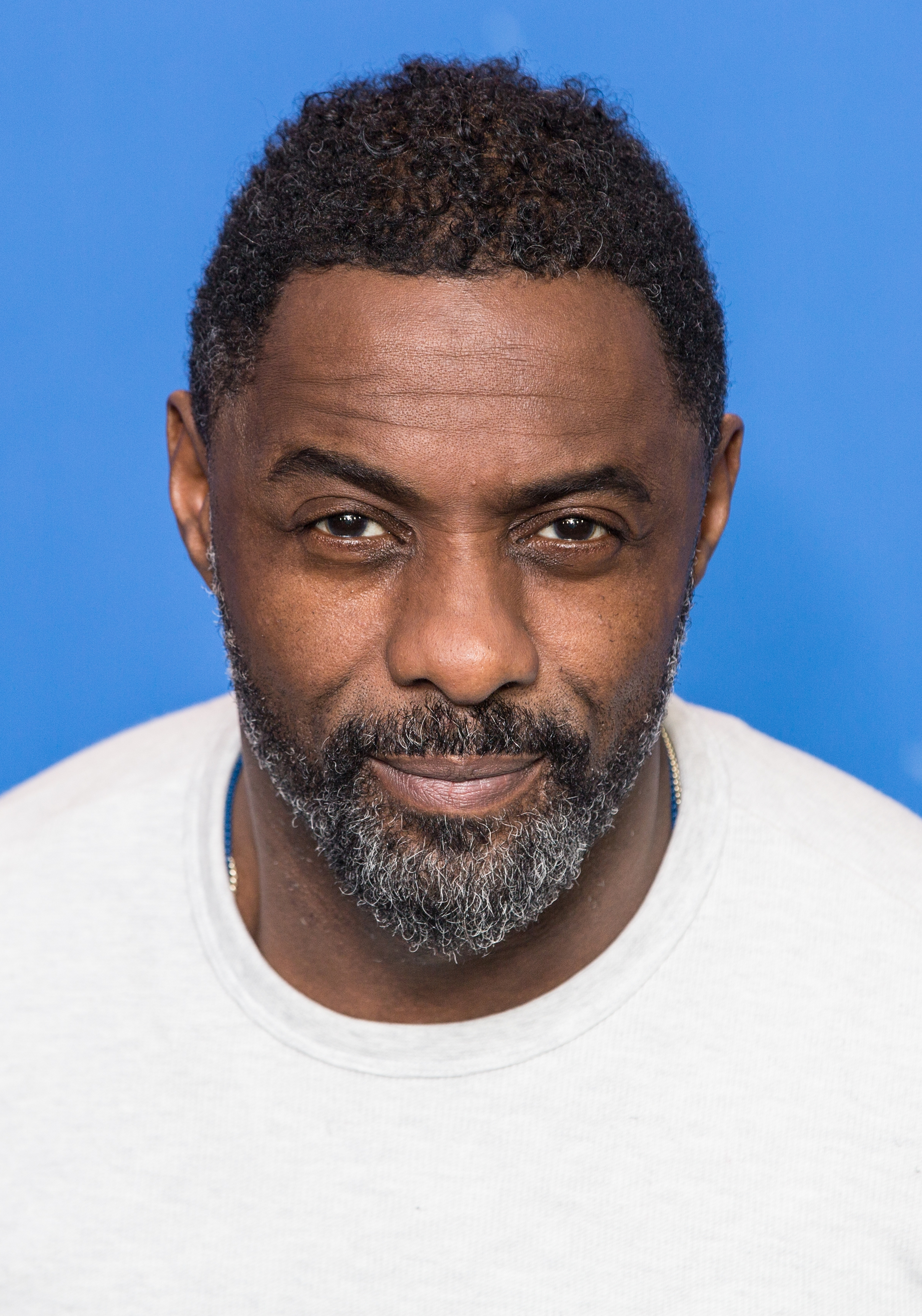
El actor Idris Elba retoma su papel de Knuckles, el equidna en la franquicia cinematográfica y ejercerá como productor ejecutivo de la serie.

### Elenco principal
- Idris Elba como Knuckles the Echidna: Un equidna antropomórfico de color rojo, serio y de cabeza caliente con superfuerza. Elba dijo que la serie exploraría a Knuckles siendo "un pez fuera del agua" tras mudarse a la Tierra al final de Sonic 2, la película (2022).
- Adam Pally como Wade Whipple, un ayudante del sheriff de Green Hills, a quien Knuckles entrenará para ser un Guerrero Echidna.[3]

### Elenco recurrente
- Julian Barratt como Jack Sinclair, un cazarrecompensas y el capitán del antiguo equipo de bolos de Wade.[3]
- Christopher Lloyd como Pachacamac: El anciano fallecido de la tribu de Knuckles que regresa como un fantasma.
- Rory McCann como "El Comprador": Un antiguo lacayo del Doctor Ivo Robotnik obstinado en obtener el poder de Knuckles.[3]
- Cary Elwes como "Pistola" Pete Whipple: Un excéntrico jugador de bolos 27 veces campeón y padre separado de Wade.[4]
- Alice Tregonning como Susie, una niña de ocho años que es la rival de bolos de Wade.
- Stockard Channing como Wendy Whipple: La madre de Wade.
- Edi Patterson como Wanda Whipple: La hermana de Wade y agente del FBI.[3]
- Ellie Taylor como la Agente Willoughby: Una agente corrupta de G.U.N. que trabaja para "El Comprador".[3]
- Scott Mescudi como el Agente Mason: Un agente corrupto de G.U.N. que trabaja para "El Comprador".[3]
- Paul Scheer como Gary N. Sinclair III Esq.: Un comentarista de bolos para ESPN8 The Ocho.
- Rob Huebel como Dylan Beagleton: Un comentarista de bolos para ESPN8 The Ocho.

### Elenco invitado
- Tika Sumpter como Maddie Wachowski: La madre adoptiva de Knuckles, Sonic y Tails, y la veterinaria local de Green Hills.[3]
- Ben Schwartz como Sonic the Hedgehog: Un erizo antropomórfico de color azul que puede correr a velocidades supersónicas.
- Colleen O'Shaughnessey como Miles "Tails" Prower: Un zorro antropomórfico de color amarillo que puede volar con sus colas gemelas.

## Episodios
| N.º | Título                                                                           | Dirigido por  | Escrito por      | Fecha de lanzamiento original |
| --- | -------------------------------------------------------------------------------- | ------------- | ---------------- | ----------------------------- |
| 1 | «The Warrior» «El Guerrero»                                                      | Jeff Fowler   | John Whittington | 26 de abril de 2024           |
| Knuckles está luchando por adaptarse a la vida hogareña en Green Hills debido a su estilo de vida como guerrero. Siguiendo el consejo de Sonic de sentirse demasiado como en casa, una enfurecida Maddie Whachowski castiga a Knuckles. Después de solicitar consejo a su difunto anciano Echidna, Pachacamac, Knuckles toma como aprendiz a Wade Whipple, quien recientemente fue expulsado de su equipo de bolos para el próximo torneo en Reno, Nevada; Wade decide dejar que Knuckles lo acompañe a Reno para el torneo. Cuando comienzan su viaje, son rastreados por dos agentes corruptos de G.U.N., los agentes, Willoughby y Mason. Tienen la intención de capturarlo y venderlo al misterioso Comprador, un antiguo subordinado del Dr. Ivo Robotnik, quien les proporciona armas configuradas a partir de la tecnología de Ivo y potenciadas por las púas de Knuckles. En una bolera al borde de la carretera, Wade le confía a Knuckles que su padre lo abandonó cuando era joven, lo que lo dejó con problemas de abandono. Usando un portal circular, Willoughby y Mason parecen luchar contra Knuckles; derrota a Mason, pero Willoughby aprovecha la distracción para atrapar a Knuckles en una jaula y escapan. |                                                                                  |               |                  |                               |
| 2 | «Don’t Ever Say I Wasn’t There For You» «Nunca digas que no he estado a tu lado» | Ged Wright    | John Whittington | 26 de abril de 2024           |
| Willoughby y Mason llevan al capturado Knuckles al bar de una cabaña para esperar una cita con el Comprador. Armado con un par de guanteletes armados de Mason, a Wade se le ocurre un plan para colarse y rescatar a Knuckles. Aunque su plan falla y su patrulla es destruida en el proceso, Wade es más astuto que los agentes y salva a Knuckles. Ellos encuentran un camión para escapar, y Wade le enseña a Knuckles que no todas las victorias tienen que ser justas. Al amanecer, se enteran por la radio de que Wade ha sido tildado de fugitivo, por lo que Knuckles sugiere encontrar un escondite y Wade, a regañadientes, decide elegir el hogar de su infancia. |                                                                                  |               |                  |                               |
| 3 | «The Shabbat Dinner» «La cena de Shabbat»                                        | Brandon Trost | Brian Schacter   | 26 de abril de 2024           |
| Wade y Knuckles pasan desapercibidos en la casa de la infancia de Wade en Boise, Idaho, donde son recibidos por la madre de Wade, Wendy Whipple, y su hermana mayor, Wanda Whipple, una agente del FBI. Wendy está encantada de ver a sus hijos en casa, ya que se han preparado para la cena anual de Shabat de la familia, pero Wade está abatido debido al constante maltrato de Wanda durante su infancia. Esa noche, las tensiones rápidamente aumentan entre los Whipple y Knuckles aprende sobre las costumbres familiares gracias a Wendy. Mientras Wade se recluye en su habitación, un grupo de cazarrecompensas se entera del estado de búsqueda de Wade y ataca la casa. Knuckles y Wendy logran despacharlos, lo que permite que la familia Whipple se reconcilie mientras ven cómo se apagan las Velas de Shabat. |                                                                                  |               |                  |                               |
| 4 | «The Flames of Disaster» «Las llamas del desastre»                               | Jorma Taccone | James Madejski   | 26 de abril de 2024           |
| A la mañana siguiente de la cena de Shabat, el cazarrecompensas Jack Sinclair, excompañero de bolos de Wade, secuestra a Wade para entregarlo y recibir el dinero de la recompensa. Knuckles decide no rescatar a Wade y decide utilizar la experiencia para enseñarle a Wade la independencia. Incapaz de escapar, Knuckles le aconseja a Wade que visite el "Gran campo de batalla en el cielo" para obtener orientación. Wade visita con éxito el más allá, que toma la forma de una bolera, donde Pachacamac le enseña a través de una ópera rock de bajo presupuesto sobre los orígenes de Knuckles. Wade descubre que la mayor fortaleza de un guerrero es su corazón, lo que le permite escapar y desafiar a Jack a una justa, que gana. Con una nueva confianza en sí mismo, Wade y Knuckles continúan hacia Reno, ahora acompañados por Wendy y Wanda. |                                                                                  |               |                  |                               |
| 5 | «Reno, Baby» «Reno, chaval»                                                      | Carol Banker  | Brian Schacter   | 26 de abril de 2024           |
| Knuckles y los Whipples llegan a Reno, donde Wade se enfrenta y se reconcilia con su padre separado, la reconocida celebridad de los bolos Pistol Pete Whipple. Con su relación con su padre aparentemente resuelta, Wade asciende en el torneo de bolos, enfrentándolo a Pete en la final. Mientras tanto, Willoughby y Mason son llevados por la fuerza ante el Comprador, quien les da una última oportunidad de recuperar a Knuckles. Al presenciar el vínculo entre él y Pete, Wendy le advierte a Wade que Pete eventualmente lo dejará nuevamente. Al visitar el ático de la azotea de Pete, Wade encuentra a Willoughby y Mason reteniendo a Wendy y Wanda como rehenes, y revela que Pete las vendió para mantener a Wade fuera del torneo. Con la vida de su familia en juego, Wade se ve obligado a atraer a Knuckles al ático, donde los agentes se preparan para tenderle una emboscada. |                                                                                  |               |                  |                               |
| 6 | «What Happens in Reno, Stays in Reno» «Lo que pasa en Reno, se queda en Reno»    | Carol Banker  | John Whittington | 26 de abril de 2024           |
| Habiendo sido avisado en secreto por Wade, Knuckles evita la trampa y lucha contra los agentes, mientras Wade libera a su familia. Knuckles derrota a los agentes redirigiendo un par de portales circulares que los absorben. Wade va al torneo para desafiar a su padre en la final, mientras el Comprador se enfrenta a Knuckles afuera usando un traje mecánico gigante. Wade hace un juego perfecto para derrotar a Pete, pero la celebración de Wade son interrumpidos por Knuckles y la pelea del Comprador. El Comprador atrapa a Knuckles y le quita su poder, pero Wade se enfrenta a él y mantiene a raya al Comprador con la ayuda de su madre y su hermana. Knuckles finalmente recupera la conciencia y reabsorbe su poder, activando la técnica de las Llamas del Desastre mientras el y Wade logran derrotar al Comprador. Pete intenta huir con el trofeo, pero es sometido por Wendy y Wanda, mientras Wade y Knuckles celebran antes de regresar a Green Hills. |                                                                                  |               |                  |                               |

## Producción

### Desarrollo
En febrero de 2022, había comenzado el desarrollo de una serie de Sonic the Hedgehog centrada en Knuckles the Echidna para su estreno en Paramount+ en 2023. Sega y Paramount Pictures anunciaron oficialmente el desarrollo de la serie en la ViacomCBS Presentación del día del inversor en Febrero, con Idris Elba confirmando que retomará su papel de Knuckles de la próxima película. Sonic 2, la película (2022) y la serie que sirve como spin-off de la película. En junio de 2022, el director ejecutivo de Paramount Brian Robbins se refirió a la serie como una miniserie.
En abril de 2023, el coguionista de Sonic the Hedgehog 2 John Whittington fue anunciado como desarrollador y guionista jefe de la serie. Whittington también se encargará de la producción ejecutiva de la serie junto a Elba y los creativos de la franquicia cinematográfica de Sonic Neal H. Moritz y Toby Ascher de Original Film, Jeff Fowler y Toru Nakahara. Paramount Pictures y Sega serían las productoras de la serie. También se informó de que la serie seguiría a Knuckles mientras entrena a Wade Wipple, con Adam Pally retomando su papel de Wade. También fueron elegidos para papeles recurrentes Edi Patterson, Julian Barratt, Scott Mescudi, y Ellie Taylor, con estrellas invitadas como Rory McCann, así como Tika Sumpter retomando su papel de Maddie. Se confirmaron otros miembros del reparto, como Cary Elwes, Stockard Channing, Christopher Lloyd, Paul Scheer y Rob Huebel en junio de 2023.

### Escritura
La serie se encontraba en fase de escritura en abril de 2022, con Whittington escribiendo junto a Brian Schacter y James Madejski. La serie se sitúa entre Sonic the Hedgehog 2 y Sonic 3, la película' (2024), e incluirá huevos de Pascua para ambientar los acontecimientos de esta última.

### Filmación
La producción de la serie comenzó en abril de 2023, en Londres, Inglaterra. Sonic the Hedgehog (2020) y el director de Sonic the Hedgehog 2 Jeff Fowler dirigieron el piloto, con Ged Wright, Brandon Trost, Jorma Taccone y Carol Banker también como directores. Trost también actúa como director de fotografía en el piloto, después de haberlo hecho en Sonic the Hedgehog 2. El rodaje tuvo lugar en diversos lugares, como los estudios Pinewood, Black Park, Slough y una localización desconocida en un polígono industrial de Aylesbury.

## Lanzamiento
Knuckles fue estrenada la plataforma de Paramount+ el 26 de abril del 2024